# Ravenea julietiae
Espèce
Statut de conservation UICN

 EN B2ab(iii,v); D : En danger
Ravenea julietiae est une espèce de plantes à fleurs de la famille des Arecaceae.

## Publication originale
- Kew Bulletin 49(4): 646–647, f. 2. 1994.